# 李庭荃
李庭荃（1921年—2008年），中华人民共和国政治人物、外交官。
1973年，接替张海峰担任中华人民共和国驻罗马尼亚大使。1978年，由陈叔亮接任。1979年，担任中华人民共和国驻捷克斯洛伐克社会主义共和国大使。

## 荣誉

### 外国勋章奖章
- 一等图多尔·弗拉迪米雷斯库勋章（罗马尼亚，1978年11月6日于布加勒斯特颁发[2]）